# Guesálaz
Guesálaz en espagnol ou Gesalatz en basque est une municipalité de la communauté forale de Navarre, dans le Nord de l'Espagne.
Elle est située dans la zone linguistique mixte de la province, dans la mérindade d'Estella et à 35 km de sa capitale, Pampelune.
Le secrétaire de mairie est celui de Abárzuza, Lezáun, Salinas de Oro et Vallée d'Yerri.

## Géographie
Elle est composée des villages suivants :
| Nom village | Pop. (2006) |
| ----------- | ----------- |
| Arguiñano   | 44          |
| Esténoz     | 23          |
| Garísoain   | 34          |
| Guembe      | 31          |
| Irurre      | 46          |
| Iturgoyen   | 94          |
| Izurzu      | 18          |
| Lerate      | 23          |
| Muez        | 53          |
| Muniáin     | 22          |
| Vidaurre    | 39          |

## Démographie
| Évolution démographique                                  | Évolution démographique | Évolution démographique | Évolution démographique | Évolution démographique | Évolution démographique | Évolution démographique | Évolution démographique | Évolution démographique | Évolution démographique | Évolution démographique |
| 1996                                                     | 1998                    | 1999                    | 2000                    | 2001                    | 2002                    | 2003                    | 2004                    | 2005                    | 2006                    | 2007                    |
| -------------------------------------------------------- | ----------------------- | ----------------------- | ----------------------- | ----------------------- | ----------------------- | ----------------------- | ----------------------- | ----------------------- | ----------------------- | ----------------------- |
| 458                                                      | 474                     | 458                     | 480                     | 482                     | 477                     | 472                     | 453                     | 465                     | 472                     | 460                     |
| Sources: Guesálaz et instituto de estadística de navarra |                         |                         |                         |                         |                         |                         |                         |                         |                         |                         |

### Sources
- (es) Cet article est partiellement ou en totalité issu de l’article de Wikipédia en espagnol intitulé « Guesálaz » (voir la liste des auteurs).